# Magaras
Os magaras (em árabe: مغارة; romaniz.: al-Magarha) são um dos maiores grupos de árabo-berbere da Líbia. Após os uarfalas, que são a maior tribo do país, os magaras são a segunda maior tribo com população estimada de 1 milhão de pessoas.

## Vida
Os magaras eram originários do Fezã. Foram semi-nômades e suas alianças são mencionadas em textos históricos. Obras islâmicas do século XIV sugerem que foram uma das tribos que controlara oásis e tamareiras na região que hoje corresponde à Líbia Ocidental. Seus direitos foram reconhecidos nos séculos XVI-XVIII, na era dos Piratas da Barbária. Os registros históricos do Império Otomano sugerem que junto com a tribo dos riadas, os magaras foram árabes da região de Axati e que apoiaram a autoridade otomana em Fezã. Em troa de seu apoio, o Império Otomano isentou-os de tributos, permitindo-os coletar impostos de caravanas e representaram os interesses otomanos como sua força policial.
Os magaras, e os uarfalas, formaram aliança com Muamar Gadafi, com muitos ocupando altos postos no governo e forças de segurança da Líbia; Abedalá Senussi, cunhado de Muamar Gadafi e chefe de inteligência militar, e Abdul Basite, um oficial líbio acusado do Atentado de Lockerbie, eram descendentes da tribo magara. Os magaras foram influentes apoiadores de beneficiários durante o longo período que governou a Líbia e na Guerra Civil Líbia de 2011. Mais recentemente se registrou que alguns dos magaras se realocaram em Sirte em algum lugar junto a costa.